# Saint-Simon (Charente)
Saint-Simon is een gemeente in het Franse departement Charente (regio Nouvelle-Aquitaine) en telt 217 inwoners (2005). De plaats maakt deel uit van het arrondissement Cognac.

## Geografie
De oppervlakte van Saint-Simon bedraagt 3,8 km², de bevolkingsdichtheid is 57,1 inwoners per km².
De onderstaande kaart toont de ligging van Saint-Simon (Charente) met de belangrijkste infrastructuur en aangrenzende gemeenten.

## Demografie
Onderstaande figuur toont het verloop van het inwonertal (bron: INSEE-tellingen).